# Felix Lampaert jr.
Felix Lampaert (Zomergem, 1911 - aldaar, 1985) was een Belgische politicus en burgemeester van de gemeente Zomergem.

## Biografie
Hij was de zoon van de geneesheer en schepen Armand Lampaert (1881-1937) en werd burgemeester in 1953 in opvolging van Albert Welvaert. In 1971 werd hij opgevolgd door burgemeester Raphaël De Smet.
Felix Lampaert was de kleinzoon  en achterkleinzoon van de voormalige burgemeesters Felix Lampaert sr. en Pieter-Jan De Rijcke. Zijn overgrootvader Ferdinand Lampaert was burgemeester in de buurgemeente Ursel van 1843 tot 1865. Hij was tevens de vader van Luc Lampaert die burgemeester was van 1994 tot 2001. 
Zijn eerste, jong overleden echtgenote Marie-José (1915-1957) was de zuster van de Oostendse burgemeester Jan Piers, de voormalige minister van Openbaar Ambt en Toerisme.